# Corycoides karschi
Corycoides karschi är en insektsart som först beskrevs av Krauss 1890.  Corycoides karschi ingår i släktet Corycoides och familjen vårtbitare. Inga underarter finns listade i Catalogue of Life.